# Око на провидението
Око на провидението (или Всевиждащото око Божие) е символично-алегорична композиция, пиктограма и представлява око във вътрешността на триъгълник, от който излизат лъчи.
Макар да се среща на различни места, едно от най-известните съвременни приложения е на американските държавен печат, герб от 1935 г. и банкнота от един долар. Идеята за включване на Окото на провидението в символиката на САЩ, но без слънчеви лъчи, е на американския художник и философ Пиер Еужен дьо Симитиер. Крайният проект на Чарз Томпсън, секретар на Конгреса, е одобрен от Конгреса на САЩ през 1782 г.
Този символ се използва и от масоните и илюминатите.
Окото на провидението произлиза от Всевиждащото око Божие, което се появява в западното християнско изкуство в Средновековието и става особено популярен символ в Барока (XVII в.), включително и в българското възрожденско изкуство. Триъгълникът символизира един Бог в три Лица (Света Троица), а лъчите – слънцето на правдата. Обикновено се цитира Псалм 32:8. Руската икона „Всевидящее Око Божие“ е една от най-сложните символически композиции. Появява се в края на XVIII век.
Подобни изображения се срещат още в Древен Египет: Око на Ра или Око на Атон.
- Символът на банкнота от един долар
- Символът, поместен на тавана в преддверието на църквата Свети Никола в Куманово
- Казанска катедрала, Санкт Петербург
- Изображение на светите братя Кирил и Методий в Троянския манастир, дело на Захарий Зограф. Окото е най-горе на иконата.
- Всевиждащото око в катедралата в Аахен
- Иконата „Всевидящее Око Божие“